# Perrigny-lès-Dijon
 Perrigny-lès-Dijon  es una población y comuna francesa, en la región de Borgoña, departamento de Côte-d'Or, en el distrito de Dijon y cantón de Chenôve.

## Demografía
| 635 | 726 | 809 | 1039 | 1381 | 1648 |
| Para los censos de 1962 a 1999 la población legal corresponde a la población sin duplicidades (Fuente: INSEE [Consultar]) |     |     |      |      |      |